# لیوارده
لیوارده (به آلمانی: Lennewarden) شهرکی در لتونی با جمعیت ۶٬۷۰۸ نفر است که در شهرداری لیوارده واقع شده‌است.